# Real Muthaphuckkin G's
"Real Muthaphuckkin G's" (alternativamente "Real Compton City G's") é uma canção de 1993 do rapper da costa oeste Eazy-E do seu álbum It's On (Dr. Dre) 187um Killa. É um diss dirigido para o ex-colega de grupo N.W.A.. Dr. Dre e seu parceiro Snoop Dogg. Há também um diss sutil para Suge Knight, que na resposta é mencionado como "Sargento" do Dr. Dre. Alcançou a posição No. 42 na parada 100 Billboard Hot americana, tornando-se o maior sucesso de Eazy-E o mais como artista principal. A canção faz referência aos direitos concedidos a Eazy-E a partir de gravações por Dr. Dre.

## Parada musical
| Gráfico (1993–1994)                | Peak position |
| ---------------------------------- | ------------- |
| Estados Unidos (Billboard Hot 100) | 42            |
| Estados Unidos (Billboard Hot 100) | 31            |
| Estados Unidos (Billboard Hot 100) | 2             |